# Верхнесеребрянское сельское поселение
Верхнесеребря́нское се́льское поселе́ние — муниципальное образование в Ровеньском районе Белгородской области.
Административный центр — село Верхняя Серебрянка.

## География
Муниципальное образование «Верхнесеребрянское сельское поселение» расположено в 17 км от поселка городского типа Ровеньки и граничит:
- на севере — с территориями Лозовского сельского поселения;
- на востоке — с территориями Россошанского района Воронежской области;
- на северо-западе — с территориями городского поселения «Поселок Ровеньки»;
- на юге — с территориями Новопского района Луганской области.

Верхнесеребрянское сельское поселение включает три населенных пункта: село Верхняя Серебрянка, село Нижняя Серебрянка и хутор Ямки.
По рельефу сельское поселение представляет собой сильно пересеченную волнистую равнину. Почвенный покров довольно разнообразен. Наибольшее распространение получили чернозёмы обыкновенные, обыкновенные карбонаты, чернозёмы балочные карбонатные и пойменные луговые. Климат характеризуется значительной континентальностью - жарким летом и холодной зимой. Водные ресурсы сельского поселения представлены искусственными водохранилищами и рекой Серебрянка. Лесных массивов на территории сельского поселения нет.

## История
Верхнесеребрянское сельское поселение образовано 20 декабря 2004 года в соответствии с Законом Белгородской области № 159.
Хутор Верхняя Серебрянка был образован в начале XVIII века. Слобода Ровеньки, расширяясь с притоком переселенцев, начала выделять выходцев для окрестных поселений. Жителями слободы Ровеньки были основаны поселения в яру Серебряном вдоль реки Серебрянка. Эти поселения до начала XIX назывались просто Серебрянки. В некоторых документах это название встречается до 1922 года. Хутора  представляли собой цепочку дворов из двух-трех домов, расположенных через 250-300 м  друг от друга вдоль реки.
В начале XIX в. произошло разделение хуторов на Верхнюю Серебрянку и Нижнюю Серебрянку. С этого времени Верхняя Серебрянка стала считаться слободой.
Хутор Верхняя Серебрянка с момента образования принадлежал Ровенской волости Острогожского уезда Слободской Украины.
С января 1923 года село входит в состав Россошанского уезда Воронежской губернии.
В 1928 году была образована Центрально Чернозёмная область. В связи с новым административно – территориальным делением в этом же году был образован Ровеньской район, к которому относилось село Верхняя Серебрянка. В 1934 году ЦЧО была разделена на Воронежскую и Курскую области.
С 1954 году Ровеньской район  входит в состав Белгородской области.
В настоящее время  село Верхняя Серебрянка  является центром Верхнесеребрянской сельской администрации, включающей Нижнюю Серебрянку и хутор Ямки.
О происхождении названия села Верхняя Серебрянка существует несколько легенд. Одна из них рассказывает о том, как во время строительства флота на реке Дон Петр I оказался в наших местах. Жители небольшого хуторка, расположенного в овраге, с хлебом — солью встречали Петра I. Карета, миновав хутор и, выехав за околицу, неожиданно остановилась – лошади увязли в грязи. На помощь поспешили крестьяне и дружно вытащили карету. Петр I щедро расплатился с жителями хутора за оказанную помощь. Он бросал серебряные монеты и говорил: «Эти серебрянки Верхнянам». С тех пор яр, в котором расположен хутор, стал называться Серебряным, речка Серебрянкой, а сам хутор – Верхняя Серебрянка. Эту легенду из поколения в поколение передают жители села. Однако факт пребывания Петра I в наших краях документально не подтвержден, и эта история остается пока легендой.
Другая версия происхождения названия села связана с тем, что в хуторе было много озер, а через них узкой лентой протекала речушка. В солнечные дни, когда веял ветерок, вода рябила и блестела как серебро. И перед каждым, кто проезжал мимо хутора, открывалась прекрасная картина – казалось серебрится весь яр.
Верхнесеребрянское сельское поселение было образовано 20 декабря 2004 года в соответствии с Законом Белгородской области № 159. Статья 19 Закона объявляла о 12 новых сельских поселений, которые образовались в результате объединения сел и хуторов.
Второй пункт Закона Белгородской области № 159 гласит: «Верхнесеребрянское сельское поселение, административным центром которого является село Верхняя Серебрянка, в границах которого находятся село Нижняя Серебрянка, хутор Ямки и граница которого с северной стороны проходит от урочища Буденовские сосны II в северо-восточном направлении, пересекает автодорогу Россошь — Старобельск, идет вдоль лесной полосы, пересекает газопровод, огибает южную границу хутора Шевцов, далее поворачивает в юго-восточном направлении, минуя яр Вишневый, вдоль лесной полосы; с восточной стороны от урочища Личманов поворачивает в юго-восточном направлении и идет до границы Белгородской области; с южной и западной сторон проходит по границе Белгородской области ».
Численность населения Верхнесеребрянского сельского поселения остается практически неизменным. В 2010 году население насчитывало 1302 человека, по данным за 2016 год оно сократилось до 1200 человек.
Самым крупным населенным пунктом Верхнесеребрянского сельского поселения является ее административный центр - село Верхняя серебрянка. В селе есть 4 улицы: Заречная, Меловая, Полевая и Центральная. Наиболее протяженной является Центральная улица - к ней относятся более 200 домов.

## Население
| 2010  | 2011  | 2012  | 2013  | 2014  | 2015  | 2016  | 2017  | 2018  |
| ----- | ----- | ----- | ----- | ----- | ----- | ----- | ----- | ----- |
| 1302  | ↘1297 | ↘1291 | ↘1254 | ↘1236 | ↘1212 | ↘1200 | ↗1222 | ↘1215 |
| 2019  | 2020  | 2021  |       |       |       |       |       |       |
| ↘1195 | ↘1188 | ↘1103 |       |       |       |       |       |       |

Возрастной состав населения: 352 пенсионеров/31,9%, 620 чел. трудоспособного возраста/56,1 %, молодежи от 18  до 30 лет 143 чел./12,9%, 105 учащихся школ/9,5%, 53 студента/3,9%, детский сад посещают 48 чел. Национальный состав: 1082 – русские, украинцы – 13, таджики – 10.
Численность занятого населения на территории поселения составляет 267 человек: 99 работают в аграрном производстве (АПК – 82, КФХ – 8, ЛПХ обрабатывающие земли- 9): 42 заняты ЛПХ, 89 работают в бюджетной сфере и организациях, обслуживающих население, 37 - в прочих видах деятельности (ИП и другие).
За пределами  сельского поселения работают 265 человек, в том числе 37 человек – за пределами района, 89 человек – за пределами области  (Москва, Воронеж, Липецк, Тамбов и др.), 139 человек – на территории Ровеньского района, в основном в п. Ровеньки. 16 человек – неработающие трудоспособного возраста. 9 из них ведут ЛПХ, 2 –ищущие работу, 5 являются деградированными личностями.

## Состав сельского поселения
| № | Населённый пункт   | Тип населённого пункта       | Население |
| - | ------------------ | ---------------------------- | --------- |
| 1 | Верхняя Серебрянка | село, административный центр | ↘844      |
| 2 | Нижняя Серебрянка  | село                         | ↘457      |
| 3 | Ямки               | хутор                        | ↘1        |

## Социально-экономическое развитие
Основная деятельность - производство сельскохозяйственной продукции (зерно, молоко, мясо). В производстве занято 173 работника.
Наиболее крупными предприятиями на территории поселения являются СПК (колхоз) «Белогорье» и ООО «Правоторово».
На территории поселения имеется 6 торговых точек, 1 СТО, 2 средних и 2 дошкольных учреждения.В системе здравоохранения функционирует 2 фельдшерско-акушерских пункта - в с. Верхняя Серебрянка и с. Нижняя Серебрянка.
Между населенными пунктами сельского поселения и районным центром имеется автодорожная сеть с твердым покрытием.
Территория Верхнесеребрянского сельского поселения составляет 8 829 га, в том числе пашни 4 952 га, сенокосы и пастбища 1 342 га  (из них пастбища – 1 128 га), леса – 409 га, площадь застроенных земель – 429 га.
На территории поселения осуществляют свою деятельность сельскохозяйственные товаропроизводители:
- СПК «Белогорье». Средняя заработная плата составляет 26 452 руб. Работает в этом предприятии 50 человек. Обрабатывает 2445 га пашни (643 га пастбищ и сенокосов). В хозяйстве содержится 930 голов КРС, из которых 360 дойных коров. В 2016 году автотракторный парк был обновлен на общую сумму 20 млн. руб. (комбайн, погрузчик, трактор, сеялка);
- ООО «Правоторово». В нем  занято 32 человека. Средняя годовая заработная плата составляет 18 764 руб. (за январь 25 250 руб.). Обрабатывается 901,45 га пашни (193,66 га пастбищ и сенокосов). В хозяйстве содержится 310 голов КРС, из которых 130 дойных коров;
- К(Ф)Х «Бардаков Е.С.». Работает 6 человек. Средняя заработная плата составляет 23 254 руб. Обрабатывает 810,5 га пашни (172,27 га пастбищ и сенокосов) в Нижней Серебрянке и 153,6 га пашни (44,36 га пастбищ и сенокосов) в Верхней Серебрянке;
- К(Ф)Х «Николаенко Н.К.» обрабатывает 268,8 га пашни (70,6 га пастбищ и сенокосов);
- К(Ф)Х «Злобин А.И.» обрабатывает 251 га пашни (39 га пастбищ и сенокосов);
- Обрабатывают самостоятельно ЛПХ 200,4 га пашни (42 га пастбищ и сенокосов).

В  личных подсобных хозяйствах, на огородах, граждане выращивают в основном для личного потребления картофель, овощи, а также свеклу и тыкву на корм КРС, МРС.
В рамках целевой программы «Семейные фермы Белогорья» на территории поселения работает 14 хозяйств. Основное направление их деятельности – это производство молока, мяса, меда, овощей, сельскохозяйственной продукции (подсолнух, ячмень, пшеница).
Образовательные учреждения представлены:
- МБОУ «Верхнесеребрянская средняя общеобразовательная школа». Обучается 73 ученика (в 2013-2014 — 84 ученика). Работает 18 учителей и 8 человек вспомогательного персонала. Средняя заработная плата составляет 18 731 рубль;
- МБОУ «Нижнесеребрянская основная общеобразовательная школа». Обучается 32 ученика (в 2013-2014 — 28 учеников) и 20 детей в дошкольной группе. Средняя заработная плата составляет 19 512 рублей;
- МБДОУ «Верхнесеребрянский детский сад» посещают 27 детей. Работает 14 человек. Средняя заработная плата составляет 15 979,59 рублей.

В сельском округе имеются культурно – досуговые учреждения – Верхнесеребрянский (1965 г.п.) и Нижнесеребрянский (1967 г.п.) сельские Дома культуры, в которых расположены библиотеки. Верхнесеребрянский СДК капитально отремонтирован в 2011 году. В 2017 году в ближайшее время администрацией Ровеньского района в рамках переданных полномочий начнется капитальный ремонт Нижнесеребрянского Дома культуры сметной стоимостью 4 млн 100 тыс. рублей.
Библиотеки расположены в домах культуры. Количество читателей 1161 (700 и 461) библиотечный фонд составляет 14148 книг (8321 и 5827). Руководители библиотек ведут Летописи каждого села, работают с разными категориями населения, проводят выставки по направлениям. В библиотеках есть клубы избирателей.
Медицинскую помощь население получает в Верхнесеребрянском и Нижнесеребрянском ФАПе. В 2016 году рядом с Нижнесеребрянским ФАПом открылся аптечный пункт. В 2017 году планируется капитально отремонтировать Верхнесеребрянский ФАП, сметная стоимость которого составляет 1 млн. 343 тыс. рублей. В настоящее время проводится работа по сбору средств в рамках марафона.
Торгово – розничная сеть включает в себя 6 магазинов ИП. Торговое обслуживание обеспечивает население товарами в соответствии потребительским спросом населения: продовольственные, хозяйственные.